# Tipula aleutica
Tipula aleutica là một loài ruồi trong họ Ruồi hạc (Tipulidae). Chúng phân bố ở vùng sinh thái Palearctic và Nearctic.